# Teucholabis (Teucholabis) strictispina
Teucholabis (Teucholabis) strictispina is een tweevleugelige uit de familie steltmuggen (Limoniidae). De soort komt voor in het Neotropisch gebied.